# 2019年東南亞運動會羽球比賽
2019年東南亞運動會羽毛球比賽為第三十屆东南亚运动会的其中一項競賽項目，共產生七面金牌；賽事於2019年12月1日至9日在
文珍俞巴體育中心（Muntinlupa Sports Complex）舉行。

## 賽事資料

### 比賽安排
賽事包括：男子團體、女子團體、男子單打、女子單打、男子雙打、女子雙打及混合雙打七個項目。

## 參賽國家
來自八個國家的117位選手參加了本屆東南亞運動會的羽毛球比賽（括號內的數字為參賽運動員數量）。

| - 柬埔寨（6） - 印度尼西亚（20） - 马来西亚（20） - 缅甸（6） | - 菲律宾（16） - 新加坡（19） - 泰国（19） - 越南（11） |

## 獎牌榜

### 國家獎牌榜
*   主办国家/地区（菲律宾）
| 排名              | 國家              | 金牌 | 銀牌 | 銅牌 | 总计 |
| ----------------- | ----------------- | ---- | ---- | ---- | ---- |
| 1                 | 马来西亚（MAS）   | 3    | 2    | 5    | 10   |
| 2                 | 印度尼西亚（INA） | 3    | 2    | 2    | 7    |
| 3                 | 泰国（THA）       | 1    | 2    | 5    | 8    |
| 4                 | 新加坡（SGP）     | 0    | 1    | 2    | 3    |
| 总计（共4个國家） | 总计（共4个國家） | 7    | 7    | 14   | 28   |

### 項目獎牌榜
| 項目              | 金牌 | 银牌 | 铜牌 |
| 男子團體 （詳細） | 印度尼西亚 · 乔纳坦·克里斯蒂 · 安东尼·西尼苏卡·金廷 · 谢萨·希伦·雷斯塔维托 · 菲尔曼·阿卜杜勒·科利克 · 法贾·阿尔弗兰 · 穆罕默德·里安·阿利安托 · 瓦赫尤·那亚卡 · 阿迪·尤苏夫·桑托索 · 普拉文·乔丹 · 里诺夫·里瓦尔迪 | 马来西亚 · 李梓嘉 · 宋浚洋 · 艾迪爾·索烈 · 林忠慶 · 謝定峰 · 苏伟译 · 王耀新 · 张御宇 · 吳順發 · 陈健铭 | 新加坡 · 骆建佑 · 许家维 · 郑加恒 · Abel Tan Wen Xing · 許永凱 · 骆建贤 · 丹尼·巴瓦·克里斯南塔 · 郭俊良 · 陈伟 · 杜涵茁                                      |
| 男子團體 （詳細） | 印度尼西亚 · 乔纳坦·克里斯蒂 · 安东尼·西尼苏卡·金廷 · 谢萨·希伦·雷斯塔维托 · 菲尔曼·阿卜杜勒·科利克 · 法贾·阿尔弗兰 · 穆罕默德·里安·阿利安托 · 瓦赫尤·那亚卡 · 阿迪·尤苏夫·桑托索 · 普拉文·乔丹 · 里诺夫·里瓦尔迪 | 马来西亚 · 李梓嘉 · 宋浚洋 · 艾迪爾·索烈 · 林忠慶 · 謝定峰 · 苏伟译 · 王耀新 · 张御宇 · 吳順發 · 陈健铭 | 泰国 · 坎塔蓬·旺差伦 · 西蒂空·塔马辛 · 科希特·佩尔帕达布 · 苏庞余·阿韦辛桑农 · 博丁·伊沙拉 · 玛尼蓬·宗集 · 基迪萨·南达什 · 革德伦·吉丁努蓬 · 尼迪蓬·潘普佩克 |
| 女子團體 （詳細） | 泰国 · 拉差诺·因达农 · 布桑蘭·恩布魯龐 · 蓬帕威·磋楚翁 · 妮查恩·金达蓬 · 宗功攀·吉迪特拉恭 · 拉温达·巴宗哉 · 普蒂塔·素帕猜恭 · 查亚倪·查拉查兰 · 帕泰玛斯·门翁 · 沙威丽·阿米达拜                                  | 印度尼西亚 · 格蕾戈丽亚·玛丽斯卡·东宗 · 菲特里亚尼 · 鲁斯丽·哈塔万 · 格雷西娅·波利 · 阿普里亚尼·拉哈育 · 尼·克图特·马哈德维·伊斯特拉尼 · 西蒂·法迪亚·席尔瓦·拉马丹蒂 · 莉布卡·苏吉阿托 · 梅拉蒂·达伊瓦·奥克塔维亚尼 · 皮塔·哈宁泰亚斯·门塔里 | 马来西亚 · 謝抒芽 · 吉苏娜 · 李盈盈 · 温琦煊 · 鄒美君 · 李明晏 · 許嘉雯 · 葉錚雯 · 賴沛君 · 賴潔敏                                                           |
| 女子團體 （詳細） | 泰国 · 拉差诺·因达农 · 布桑蘭·恩布魯龐 · 蓬帕威·磋楚翁 · 妮查恩·金达蓬 · 宗功攀·吉迪特拉恭 · 拉温达·巴宗哉 · 普蒂塔·素帕猜恭 · 查亚倪·查拉查兰 · 帕泰玛斯·门翁 · 沙威丽·阿米达拜                                  | 印度尼西亚 · 格蕾戈丽亚·玛丽斯卡·东宗 · 菲特里亚尼 · 鲁斯丽·哈塔万 · 格雷西娅·波利 · 阿普里亚尼·拉哈育 · 尼·克图特·马哈德维·伊斯特拉尼 · 西蒂·法迪亚·席尔瓦·拉马丹蒂 · 莉布卡·苏吉阿托 · 梅拉蒂·达伊瓦·奥克塔维亚尼 · 皮塔·哈宁泰亚斯·门塔里 | 新加坡 · 杨佳敏 · 许妤欣 · 蔡惠珍 · 司徒嘉容 · 金羽佳 · Insyirah Khan · 欣塔·穆利亚·萨里 · 黄嘉盈 · 陈薇涵                                                   |
| 男子單打 （詳細） | 李梓嘉 · 马来西亚（MAS） | 骆建佑 · 新加坡（SGP） | 坎塔蓬·旺差伦 · 泰国（THA） |
| 男子單打 （詳細） | 李梓嘉 · 马来西亚（MAS） | 骆建佑 · 新加坡（SGP） | 西蒂空·塔马辛 · 泰国（THA） |
| 女子單打 （詳細） | 吉苏娜 · 马来西亚（MAS） | 鲁斯丽·哈塔万 · 印度尼西亚（INA） | 蓬帕威·磋楚翁 · 泰国（THA） |
| 女子單打 （詳細） | 吉苏娜 · 马来西亚（MAS） | 鲁斯丽·哈塔万 · 印度尼西亚（INA） | 妮查恩·金达蓬 · 泰国（THA） |
| 男子雙打 （詳細） | 马来西亚 · 謝定峰 · 苏伟译 | 泰国 · 博丁·伊沙拉 · 玛尼蓬·宗集 | 马来西亚 · 王耀新 · 张御宇 |
| 男子雙打 （詳細） | 马来西亚 · 謝定峰 · 苏伟译 | 泰国 · 博丁·伊沙拉 · 玛尼蓬·宗集 | 印度尼西亚 · 瓦赫尤·那亚卡·阿亚·邦卡亚尼拉 · 阿迪·尤苏夫·桑托索                                                                                              |
| 女子雙打 （詳細） | 印度尼西亚 · 格雷西娅·波利 · 阿普里亚尼·拉哈育 | 泰国 · 查亚倪·查拉查兰 · 帕泰玛斯·门翁 | 马来西亚 · 許嘉雯 · 葉錚雯 |
| 女子雙打 （詳細） | 印度尼西亚 · 格雷西娅·波利 · 阿普里亚尼·拉哈育 | 泰国 · 查亚倪·查拉查兰 · 帕泰玛斯·门翁 | 马来西亚 · 鄒美君 · 李明晏 |
| 混合雙打 （詳細） | 印度尼西亚 · 普拉文·乔丹 · 梅拉蒂·达伊瓦·奥克塔维亚尼 | 马来西亚 · 吳順發 · 賴潔敏 | 马来西亚 · 陈健铭 · 賴沛君 |
| 混合雙打 （詳細） | 印度尼西亚 · 普拉文·乔丹 · 梅拉蒂·达伊瓦·奥克塔维亚尼 | 马来西亚 · 吳順發 · 賴潔敏 | 印度尼西亚 · 里诺夫·里瓦尔迪 · 皮塔·哈宁泰亚斯·门塔里 |

## 賽程
以下為本屆東南亞運動會羽毛球比賽的賽程。下列時間皆為菲律賓標準時間（UTC+8）。
|          | 日期              | 開賽時間 | 比賽項目 | 比賽項目 | 比賽項目 | 比賽項目 | 比賽項目 | 比賽項目 | 比賽項目 |
| 男子團體 | 日期              | 開賽時間 | 女子團體 | 男子單打 | 女子單打 | 男子雙打 | 女子雙打 | 混合雙打 |          |
| -------- | ----------------- | -------- | -------- | -------- | -------- | -------- | -------- | -------- | -------- |
| 1        | 12月1日（星期日） | 09:00    |          | 半準決賽 |          |          |          |          |          |
| 1        | 12月1日（星期日） | 15:00    | 半準決賽 |          |          |          |          |          |          |
| 2        | 12月2日（星期一） | 09:00    |          | 準決賽   |          |          |          |          |          |
| 2        | 12月2日（星期一） | 15:30    | 準決賽   |          |          |          |          |          |          |
| 3        | 12月3日（星期二） | 10:00    |          | 決賽     |          |          |          |          |          |
| 4        | 12月4日（星期三） | 10:00    | 決賽     |          |          |          |          |          |          |
| 5        | 12月5日（星期四） | 09:00    |          |          | 16強賽   | 16強賽   |          |          | 16強賽   |
| 6        | 12月6日（星期五） | 17:00    |          |          |          |          | 16強賽   | 16強賽   |          |
| 7        | 12月7日（星期六） | 15:00    |          |          | 半準決賽 | 半準決賽 | 半準決賽 | 半準決賽 | 半準決賽 |
| 8        | 12月8日（星期日） | 13:00    |          |          | 準決賽   | 準決賽   | 準決賽   | 準決賽   | 準決賽   |
| 9        | 12月9日（星期一） | 18:00    |          |          | 決賽     |          |          |          |          |
| 9        | 12月9日（星期一） | 16:00    |          |          |          | 決賽     |          |          |          |
| 9        | 12月9日（星期一） | 15:00    |          |          |          |          | 決賽     |          |          |
| 9        | 12月9日（星期一） | 13:30    |          |          |          |          |          | 決賽     |          |
| 9        | 12月9日（星期一） | 12:00    |          |          |          |          |          |          | 決賽     |

## 外部鏈接
- 2019年東南亞運動會官方網站 （英文）